# 남천 코오롱 하늘채 골든비치
남천 코오롱 하늘채 골든비치(영어: Namcheon Kolon Haneulchae Golden Beach)는 대한민국 부산광역시 수영구 남천동에 위치한 아파트 단지이다. 이곳은 본래 기존 삼익아파트가 있던 자리였으나 삼익아파트를 재건축해 지은 단지이다. 2009년에 완공하였다. 최대 26층 규모의 13개동의 아파트와 상업시설로 이루어져 있다.
평수 구성이 34평~103평의 중대형 평수 위주로 구성이 되어있다. 100평이 넘는 평수는 최상층에 위치한 펜트하우스이다. 세대마다 차이가 있지만 광안리 해수욕장 전망이 뛰어난 세대가 있다.
휘트니스 센터가 있다. 광안리 해수욕장이 아파트 인근에 있으며 메가마트 남천점, 남천 해변시장등이 위치해 있다.